# Älvdalsporfyr

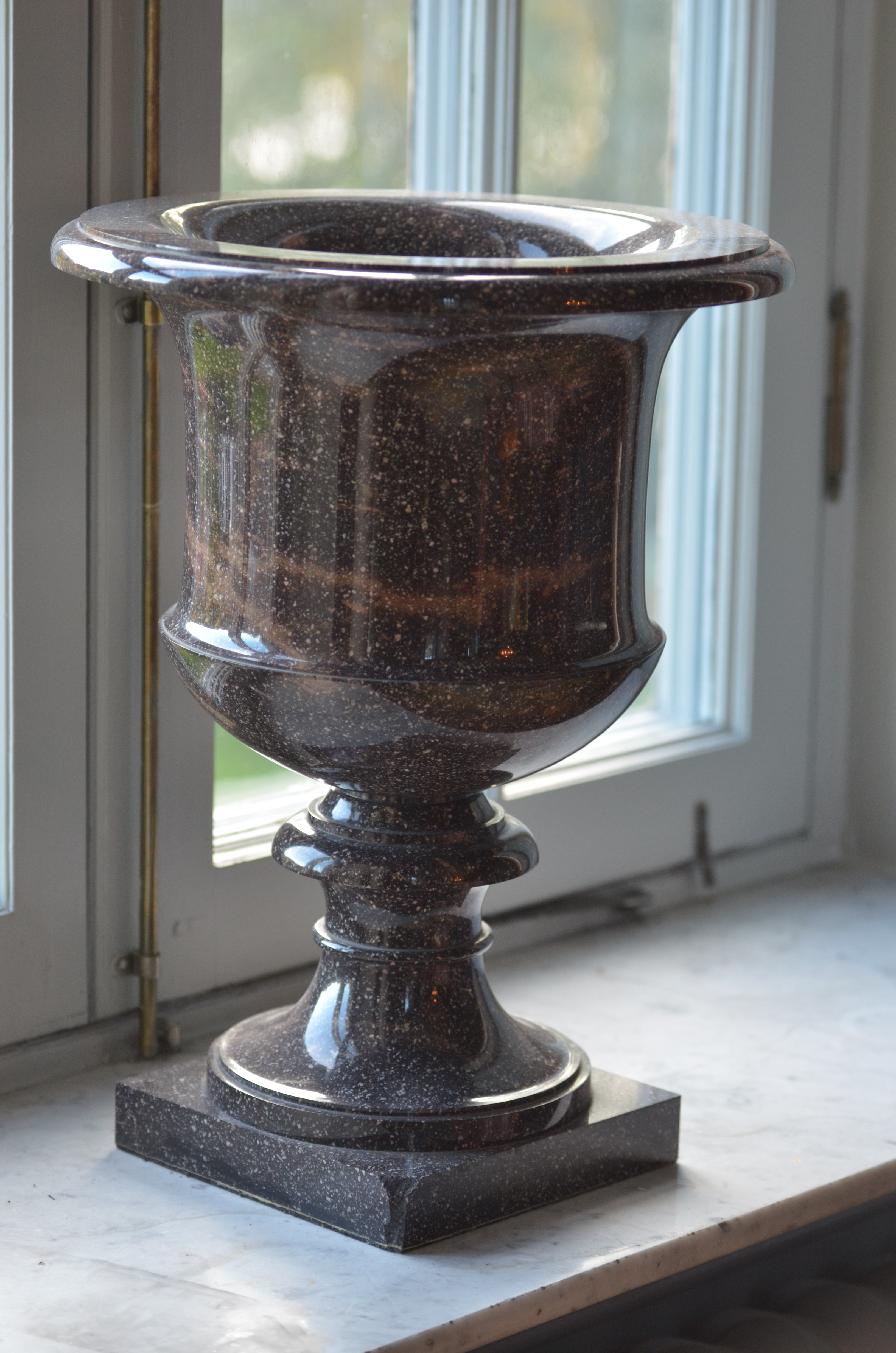
Pjäs i älvdalsporfyr, på Kungliga Vetenskapsakademien

Älvdalsporfyr, eller dalaporfyr, är de porfyrer och porfyriter som finns i norra Dalarna. Mest kända är de i trakten av Älvdalen. Området ingår i det Transskandinaviska bältet från Småland över Värmland till västra Dalarna och Härjedalen. Porfyren har sitt geologiska ursprung i våldsamma vulkanutbrott på ett 15 kvadratmil stort område för 1,7 miljarder år sedan, Glödande moln av lava och lava full av gaser sprutade upp och rann ner över omgivningen, utan motstånd, blixtsnabbt och brännhett. Varje utbrott hade sin unika sammansättning, vilket är orsaken till att det finns det över hundra varianter av dalaporfyren.
Älvdalens porfyrverk, numera benämnt Gamla porfyrverket, grundades 1788 av Erik Hagström. Det ödelades i 1867 av en eldsvåda. Därefter har porfyrsliperi bedrivits på orten i Älvdalens Nya Porfyrverk och sedan i mindre skala. 
Inom karljohansstilen blev den dekorativa, hårda älvdalsporfyren känd genom polerade stenarbeten.

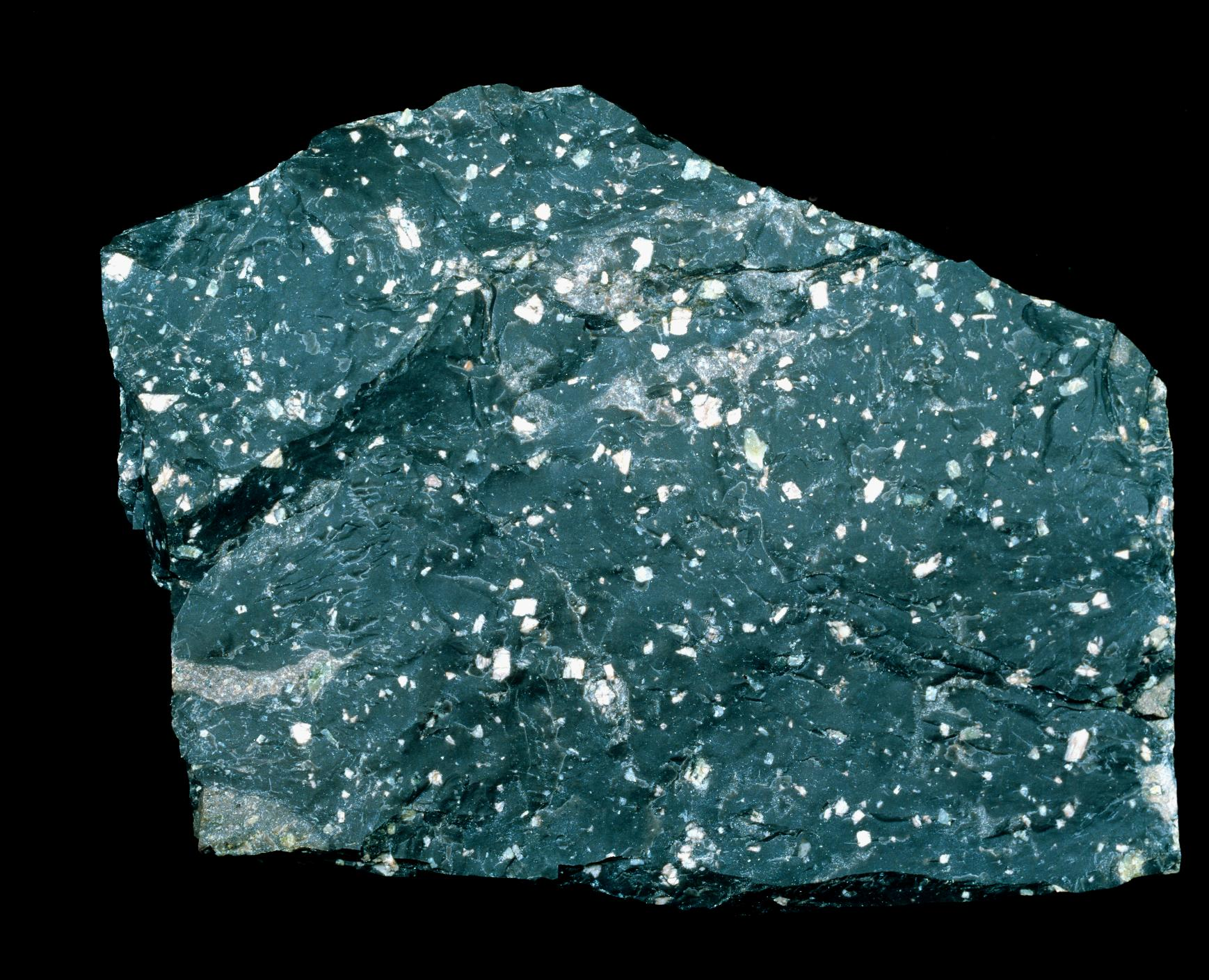
Ett skikt av dalaporfyr.

Dalaporfyren utsågs 1989 till Dalarnas landskapssten av Sveriges geologiska undersökning.
Intresset för dalaporfyren och dess historia fortsätter att uppmärksammas. Ett exempel på detta är utställningen "Porfyr – Den Kungliga Stenen" som visades på Sven-Harrys konstmuseum i Stockholm hösten 2016. Utställningen invigdes av Prinsessan Sofia och belyste porfyrtillverkningens betydelse som svenskt konsthantverk av världsklass, samt visade kungliga föremål tillverkade i porfyr. En katalog publicerades i samband med utställningen.

## Porfyrer i trakten av Älvdalen
- Blybergsporfyr (efter Blyberg) 61°09′16″N 14°10′55″Ö / 61.15444°N 14.18194°Ö
- Hykjebergsporfyr (efter Hykjeberg)
- Rännåsporfyr
- Gammelklittporfyr
- Torrlidsporfyr
- Loka–Risbergporfyr
- Orrlokporfyr (efter Orrlok)
- Näckadalenporfyr
- Åsenporfyr (efter Åsen)
- Såvaldysbergsporfyr